# Serixia argenteipennis
Serixia argenteipennis là một loài bọ cánh cứng trong họ Cerambycidae.